# Уйчик, Виктор
Виктор Уйчик (чеш. Viktor Ujčík; род. 24 мая 1972, Йиглава, Чехословакия) — чешский хоккеист, левый крайний нападающий. Трёхкратный чемпион мира. Завершил карьеру в 2014 году в возрасте 41 года. Сейчас является главным тренером клуба чешской первой лиги «Дукла Йиглава».

## Карьера
Виктор Уйчик начал свою хоккейную карьеру в родном клубе «Дукла Йиглава», в конце сезона 1990/91. Он сыграл 2 игры в том сезоне, а «Дукла» стала чемпионом Чехословакии. Также Уйчик выступал в чешской Экстралиге за команды «Тршинец», «Славия Прага», «Пльзень» и «Витковице». С 2004 по 2007 год играл в финской лиге за «Кярпят», дважды становился чемпионом Финляндии. Завершил карьеру в конце сезона 2013/14 в йиглавской «Дукле» из-за проблем с коленом.
После окончания игровой карьеры был ассистентом главного тренера «Дуклы» (с 2014 по 2017 год), в сезоне 2017/18 работал в «Младе Болеслав» (ассистент тренера). Летом 2018 года был назначен главой дисциплинарной комиссии чешской Экстралиги.
Самых главных успехов в карьере достиг в сборной Чехии. Три раза становился чемпионом мира и один раз завоевал бронзовую медаль чемпионата мира. Одним из самых ярких матчей в карьере Уйчика стала полуфинальная игра чемпионата мира 2001 года против сборной Швеции, в которой он сначала сравнял счёт на 52-й минуте, а в послематчевой серии буллитов забил решающий гол, позволивший чешской сборной выйти в финал и впоследствии выиграть золотые медали в третий раз подряд.
После окончания игровой карьеры долгое время был главой дисциплинарной комиссии чешской Экстралиги. 5 ноября 2019 года было объявлено о назначении Виктора Уйчика на должность главного тренера йиглавской «Дуклы».

## Достижения
- Чемпион мира 1996, 1999 и 2001
- Чемпион Чехословакии 1991
- Чемпион Финляндии 2005 и 2007
- Серебряный призёр чемпионата Чехии 1998, 2010 и 2011
- Бронзовый призёр чемпионата мира 1997, чемпионата Чехии 1999, 2003, 2004 и чемпионата Финляндии 2006
- Лучший снайпер чемпионата Чехии 1996 (37 шайб)

## Статистика
- Чемпионат Чехии (Чехословакии) — 961 игра, 801 очко (410+391)
- Сборная Чехии — 162 игры, 56 шайб
- Чемпионат Финляндии — 161 игра, 99 очков (45+54)
- Чешская первая лига — 7 игр, 8 очков (5+3)
- Кубок европейских чемпионов — 6 игр, 1 очко (1+0)
- Всего за карьеру — 1297 игр, 517 шайб